# Vicente Sartorius
Vicente Sartorius y Cabeza-de Vaca 4. Markiz de Mariño (ur. 30 listopada 1931 w Madrycie, zm. 22 lipca 2002 na Ibizie) – hiszpański bobsleista, olimpijczyk.

## Kariera
Najlepszy wynik w karierze osiągnął w 1956 roku, kiedy wspólnie z Alfonso de Portago zajął czwarte miejsce w dwójkach podczas igrzysk olimpijskich w Cortina d’Ampezzo. W zawodach tych Hiszpanie przegrali walkę o podium ze szwajcarską dwójką Max Angst i Harry Warburton o zaledwie 0,14 sekundy. Na tej samej imprezie był też dziewiąty w czwórkach. Nigdy nie zdobył medalu na mistrzostwach świata.